# Мацара Сант'Андреа
Мацара Сант'Андреа (итал. Mazzarrà Sant'Andrea) је насеље у Италији у округу Месина, региону Сицилија.
Према процени из 2011. у насељу је живело 1335 становника. Насеље се налази на надморској висини од 89 м.

## Становништво
Према резултатима пописа становништва 2011. у општини је живело 1.567 становника.
| 1936. | 1951. | 1961. | 1971. | 1981. | 1991. | 2001. | 2011. |
| ----- | ----- | ----- | ----- | ----- | ----- | ----- | ----- |
| 2.413 | 2.474 | 2.437 | 2.064 | 1.965 | 1.918 | 1.755 | 1.567 |